# Ernst Colliander
Ernst August Colliander, född 18 april 1867 i Göteborg, död där 4 maj 1938, var en svensk jurist som bland annat var kommunaltjänsteman och rådman i Göteborg, innehade en mängd styrelseuppdrag och ägnade sig åt social verksamhet.

## Biografi

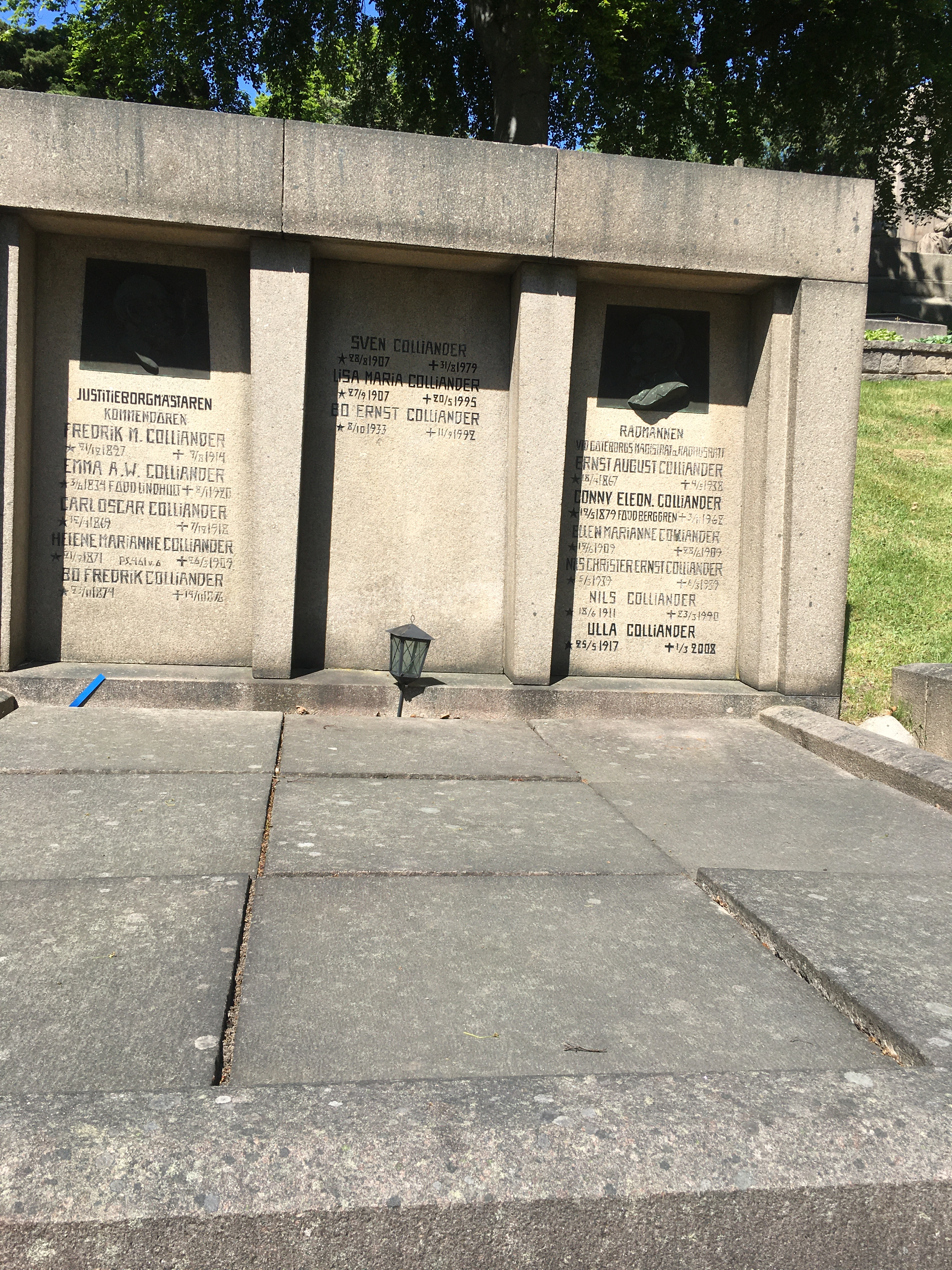
Fredrik Mauritz Colliander familjegrav på Östra kyrkogården där Ernst ligger begravd.

Colliander avlade filosofie kandidatexamen i juridik vid Uppsala universitet 1887 och juris utriusque kandidatexamen 1895. Åren 1895-1898 genomförde han tingstjänstgöring och 1898-1900 tjänstgjorde han vid Svea hovrätt i Stockholm. Åren 1900-1908 var han biträdande sekreterare för Statens Järnvägar samtidigt som han från 1905 verkade som sekreterare i Göteborgs kommunstyrelse. År 1906 blev han assessor vid Göteborgs rådhusrätt och från 1918 rådman i Göteborg fram till sin pension 1931.
År 1905 blev han styrelseledamot i Göteborgs Kexfabrik AB som ägdes av svärfadern, och 1914 tog Colliander över ordförandeskapet. 
Colliander hade utöver detta en mängd styrelseuppdrag, bland annat som ordförande i Svenska Kexfabrikantföreningen 1907-1932, ordförande i Göteborgs fastighetsägareförening 1914-1920, ordförande i Göteborgs allmänna hjälpförening från 1907, ordförande i Sparbanken Bikupan 1912-1927, ordförande i Ringnérs stipendiefond 1914-1927 och ordförande i Göteborgs Hypotekskassa 1922-1927.
Ernst Colliander var son till Göteborgs justitieborgmästare Fredrik Mauritz Colliander och Emma Lindhult. År 1906 gifte han sig med Consuela (Conny) Berggren, född 1879 och dotter till grosshandlare Leopold Berggren och Eleanor (Ellen/Nelly) Birch. Tillsammans fick de sönerna Nils Colliander och Sven Colliander. Ernst Colliander ligger begravd i Fredrik Mauritz Collianders familjegrav på Östra kyrkogården.